# Jacobus Lohm
Jacobus Lohm, föddes 1602 i Adelövs socken, död 15 juni 1673 i Grebo socken, Östergötlands län, var en svensk präst i Grebo församling.

## Biografi
Jacobus Lohm föddes 1602 i Adelövs socken. Han var son till kyrkoherden därstädes. Lohm blev i mars 1626 student vid Uppsala universitet, Uppsala och prästvigdes 1 oktober 1640. Han blev 1651 komminister i Skänninge församling, Skänninge pastorat och 1660 kyrkoherde i Grebo församling, Grebo pastorat. Lohm avled 15 juni 1673 i Grebo socken och begravdes i Grebo gamla kyrka. Gravstenen flyttades senare till Grebo nya kyrka.

### Familj
Lohm gifte sig första gången med Sara Jönsdotter. Hon var dotter till kyrkoherden Joannes Haqvini Becchius och Sara Sundius. Lohm och Jönsdotter var gift i 20 år och fick tillsammans barnen Johan Gustaf, Sara och Anna och tre söner. Barnen tog efternamnet Millerus.
Lohm gifte sig andra gången med Agneta Bengtsdotter. De hade varit gift i 12 år och fick tillsammans dottern Maria (född 1662).